# Timur Andrejewitsch Akmursin
Timur Andrejewitsch Akmursin (russisch Тимур Андреевич Акмурзин; * 7. Dezember 1997 in Moskau) ist ein russischer Fußballtorwart.

## Karriere

### Verein
Akmursin begann seine Karriere bei Rubin Kasan. Im Juli 2014 spielte er gegen den FK Sysran-2003 erstmals für die zweite Mannschaft von Rubin in der Perwenstwo PFL. Im März 2015 stand er gegen Arsenal Tula auch erstmals im Kader der ersten Mannschaft von Kasan, für die er jedoch nie spielen sollte.
Im Februar 2019 wurde er an den Ligakonkurrenten FK Ufa verliehen. In Ufa stand er zwar häufig als Ersatztorwart im Kader der ersten Mannschaft, kam allerdings ausschließlich für die U-19-Mannschaft zum Einsatz.
Nach dem Ende der Leihe kehrte Akmursin nicht mehr nach Kasan zurück, sondern wechselte zur Saison 2019/20 zur zweiten Mannschaft von Spartak Moskau. Sein Debüt für diese in der Perwenstwo FNL gab er im Juli 2019 gegen Baltika Kaliningrad. Im September 2019 stand er gegen Ufa auch erstmals im Kader der ersten Mannschaft von Spartak.

### Nationalmannschaft
Akmursin durchlief von der U-15 bis zur U-18 sämtliche russische Jugendnationalauswahlen.